# Clemente Vázquez Bello
Clemente Vázquez Bello (23 de noviembre de 1887-28 de septiembre de 1932) fue presidente del Senado de Cuba entre 1925 y 1932, durante el régimen de Gerardo Machado. Pertenecía al Partido Liberal de Cuba y fue una figura clave en el régimen de Machado.

## Biografía
Cuando tenía veintitrés años, Vásquez tuvo una oficina local en Santa Clara. Sirvió en la Cámara de Representantes de Cuba y fue elegido su presidente de 1923 a 1925. Fue elegido al Senado de Cuba en las elecciones de noviembre de 1924, como senador por la provincia de Santa Clara. En 1927, era presidente del Partido Liberal y presidente del Senado.
En 1930, respondió a la crisis económica provocada por un sobresuministro de azúcar, proponiendo una ley de "combustible nacional", que consistía en obligar a los cubanos a usar los motores de petróleo con una mezcla de gasolina y alcohol hecho de azúcar. En 1931, defendió a Machado de las acusaciones de ser el responsable de la depresión económica y predijo que un uso más eficientre de los subproductos del azúcar aliviaría la crisis económica en el mercado azucarero. Minimizó un intento de derrocar a Machado en diciembre de 1930.
Vázquez fue una figura clave en el régimen de Machado y un candidato presidenciable para las elecciones de 1934, pero fue asesinado por miembros del ABC (abecedarios) en la tarde del 28 de septiembre de 1932. Vázquez fue acribillado por fuego de ametralladora, mientras viajaba en su limusina en La Habana. Murió "en la mesa de operaciones" en el Hospital Militar del Campamento Militar de Columbia. Otras figuras políticas fueron asesinadas más tarde, ese mismo día, aparentemente como represalia y por órdenes de Machado, incluyendo tres hermanos: el representante Gonzalo Freyre de Andrade, Guillermo Freyre de Andrade, abogado, y Leopoldo Freyre de Andrade, ingeniero azucarero opuesto a los planes de Machado para la economía azucarera. El representante Miguel Ángel Aguiar, quien había participado en una revuelta fallida contra Machado en agosto de 1931, recibió cuatro balazos, pero sobrevivió.
Vázquez fue enterrado el 29 de septiembre en Santa Clara, Cuba. El grupo radical conocido como ABC planeó asesinar a Machado en el funeral de Vásquez en La Habana, pero el plan se frustró cuando la familia Vásquez prefirió sepultarlo en Santa Clara.